# Agwagwune
Die Sprache Agwagwune (agwaguna, “akunakuna”, akurakura, gwune, okurikan; ISO 639-3 ist yay) ist eine Sprache aus der Niger-Kongo-Sprachfamilie mit insgesamt 20.000 Sprechern im nigerianischen Bundesstaat Cross River.
Die Bibel wurde 1894 in die Sprache Agwagwune übersetzt.
Die Dialekte der Sprache sind abayongo (bayono, bayino), abini (obini, abiri), adim (odim, dim), orum, erei (“enna”, ezei), agwagwune und etono (etuno). Zusammen mit den Sprachen Kohumono [bcs] und Umon [umm] bildet sie die Sprachgruppe der Kohumono-Sprachen innerhalb der Cross-River-Sprachen.